# Euphaedra cyparissoides
Euphaedra cyparissoides är en fjärilsart som beskrevs av Jacques Hecq 1979. Euphaedra cyparissoides ingår i släktet Euphaedra och familjen praktfjärilar. Inga underarter finns listade i Catalogue of Life.